# Georg Hohlneicher
Georg Hohlneicher (* 13. März 1937 in München; † 10. März 2020 ebenda) war ein deutscher Physiker und Professor an der Universität zu Köln.

## Biografie
Georg Hohlneicher studierte technische Physik an der TH München. Seine Diplomarbeit verfasste er am Institut für Physikalische Chemie und Elektrochemie bei Günter Scheibe. Dort wurde er 1962 promoviert mit dem Thema Anwendung der erweiterten π-Elektronentheorie nach Hartmann-Ruch auf ungesättigte Kohlenwasserstoffe und Farbstoffe. Kritische Untersuchungen zur Mesomerieenergie.
Im Jahr 1967 habilitierte er sich an der Technischen Universität München für das Fach Physikalische Chemie mit dem Thema Zur theoretischen Interpretation der Elektronenspektren ungesättigter Verbindungen auf der Basis der Modelle von Pariser, Parr und Pople (PPP).
Von 1972 bis 1992 hatte er an der Universität zu Köln am Institut für Organische Chemie einen Lehrstuhl für theoretische Chemie inne und wechselte 1992 auf einen Lehrstuhl am Institut für Physikalische Chemie. Außerdem bekleidete er in den Jahren von 1978 bis 1980 das Amt des Dekans der Naturwissenschaftlichen Fakultät. 1988 veranstaltete er zusammen mit Ehrhard Raschke im Zusammenhang mit den Feiern zum sechshundertjährigen Gründungsjubiläum der Universität zu Köln ein Symposium zur umweltorientierten Risikoabschätzung und zu Fragen der Risikoakzeptanz. Von 1993 bis 1998 war er wissenschaftlicher Direktor des Rechenzentrums der Universität.  Er war Autor von zahlreichen wissenschaftlichen Publikationen.
Hohlneicher war verheiratet und hatte zwei Töchter.

## Forschungsschwerpunkte
- Ermittlung der Geometrie von Molekülen in verschiedenen elektronischen Zuständen. Verwendung von ab-initio, semiempirischen und DFT-Verfahren
- Theoretische Untersuchungen angeregter Elektronenzustände mittelgroßer organischer Moleküle. Spektrensimulation auf ab-initio und semiempirischem Niveau
- Quantendynamische Analyse molekularer Systeme

## Veröffentlichungen (Auswahl)
- Anwendung der erweiterten pi-Elektronentheorie nach Hartmann-Ruch auf ungesättigte Kohlenwasserstoffe und Farbstoffe. Kritische Untersuchungen zur Mesomerieenergie. Dissertation. Technische Hochschule München, 1962.
- Zur theoretischen Interpretation der Elektronenspektren ungesättigter Verbindungen auf der Basis der Modelle von Pariser, Parr und Pople. Habilitationsschrift. Technische Hochschule München, 1968.
- „Photoelectron Spectroscopy“. In: Robert A. Mayers (Hrsg.): Encyclopedia of Physical Science and Technology. 1. Auflage. Band 10. Academic Press, 1987, ISBN 978-0-12-227410-7, S. 434–460.
- mit Ehrhard Raschke (Hrsg.): Leben ohne Risiko? 600 Jahre Kölner Universität, 1388–1988. Verlag TÜV Rheinland, Köln 1989, ISBN  978-3-88585-674-0.